# Сё Син
Сё Син (яп. 尚真 сё: син, 1465 — 1526) — ван королевства Рюкю, третий в линии второй династии Сё (1477—1526). Долгое правление Сё Сина было описано как «великие дни Тюдзана», период большого мира и относительного процветания.

## Биография
Сё Син был сыном Сё Эна (Канамару) (1415—1476), короля Рюкю (1470—1476), основателя династии второй династии Сё, и Огияки (яп. 宇喜也嘉 огияка), второй жены Сё Эна, которую часто называют королевой-матерью.
В 1476 году после смерти Сё Эна на королевский престол вступил его младший брат, Сё Сэнъи (1430—1477), который после шестимесячного правления в 1477 году был вынужден отречься от власти в пользу своего племянника Сё Сина. 
При Сё Сине имели дипломатические и торговые миссий с Китаем, Кореи, Японией, Сиамом, Малаккой (до 1511 года), Патани (1490-1543), Аннамом (1509) и Сундой (1511-1513). 1479 году из Китая прибыли посланники миссий саппо от Хунчжи. Посланники вручили Сё Сину инвеституру. 
Сё Син провёл ряд важнейших реформ в островном королевстве. При нем была введена система адзи-утти. Все адзи (местные феодалы Окинавы), которые правили в своих доменах (магири), потеряли право на управлением своими землями. По королевскому приказу адзи были переселены в Сюри, столицу королевства. На их место Сё Син назначил королевских наместником — "адзи-утти. Отсюда и название этой системы. Связи между адзи и их магири разорвались, их чиновники стали подчиняться правительственным органам. Система «Адзи-утти» просуществовала на Окинаве до 1611 года. Переселяя адзи и их семьи в столицу, король не лишил их земель и доходов.
Другой важнейшей реформой было установление сословной системы. Все население королевства было разделено на три класса: аристократы (кидзоку), военные (сидзоку) и простой народ (хэймин).
Сё Син также создал административное деление, разделив королевство на острова, города и деревни. Он подчинил королевской власти острова Мияко и Яэяма.
В 1500 году правительственные силы подавили восстание вождя Оякэ-Окахати на островах Яэяма. Оякэ-Окахати не платил дани королю Рюкю и стремился создать собственное островное государство, подчинив своей власти острова Мияко и Яэяма.
В 1522 году был подавлен мятеж на острове Йонагуни под руководством Онитора. После этого все острова Сакисима попали под власть королевства Рюкю.